# Hajma
Hajma (arab. هيماء, Haymāʾ) – miasto w środkowo-południowym Omanie, stolica Prowincji Centralnej (Muhafazat al-Wusta). W 2010 roku liczyło 3 tys. mieszkańców. W mieście znajduje się port lotniczy Hajma.